# Comanthera chrysolepis
Comanthera chrysolepis är en gräsväxtart som först beskrevs av Silveira, och fick sitt nu gällande namn av L.R.Parra och Ana Maria Giulietti. Comanthera chrysolepis ingår i släktet Comanthera, och familjen Eriocaulaceae. Inga underarter finns listade i Catalogue of Life.